# Scaptia bicolorata
Scaptia bicolorata är en tvåvingeart som först beskrevs av Taylor 1918.  Scaptia bicolorata ingår i släktet Scaptia och familjen bromsar. Inga underarter finns listade i Catalogue of Life.